# AIDC XC-2
Die AIDC XC-2 ist ein Transportflugzeug des taiwanischen Herstellers Aerospace Industrial Development Corporation (AIDC).

## Geschichte und Konstruktion
Im Jahr 1973 begann das taiwanesische Unternehmen AIDC mit der Entwicklung eines zivilen Transportflugzeugs. Die Maschine war als Schulterdecker ausgelegt. Um sowohl zivilen als auch militärischen Ansprüchen zu genügen, verfügte die XC-2 über eine befahrbare Heckrampe, ähnlich der CASA C-212. Das Flugzeug besaß ein einziehbares Bugradfahrwerk, wobei das Hauptfahrwerk beiderseits in den kastenförmigen Rumpf eingezogen wurde und konnte auch auf unvorbereiteten Pisten landen und auch wieder starten. Der von zwei Turboproptriebwerken angetriebene Prototyp startete erstmals am 26. Februar 1979. Die Maschine konnte bei einer Besatzung von drei (zwei Piloten, 1 Flugingenieur) 38 Passagiere oder 3855 kg Fracht transportieren.
Die XC-2 wurde auf Grund mangelnden Interesses potentieller Kunden nicht in Serie gebaut.

## Technische Daten
| Kenngröße             | Daten                                             |
| --------------------- | ------------------------------------------------- |
| Besatzung             | 3                                                 |
| Länge                 | 20,10 m                                           |
| Spannweite            | 24,90 m                                           |
| Höhe                  | 7,72 m                                            |
| Flügelfläche          | 65,4 m²                                           |
| Flügelstreckung       | 9,5                                               |
| Nutzlast              | 3855 kg                                           |
| Leermasse             | 7031 kg                                           |
| max. Startmasse       | 12474 kg                                          |
| Reisegeschwindigkeit  | 333 km/h                                          |
| Höchstgeschwindigkeit | 392 km/h                                          |
| Dienstgipfelhöhe      | 8015 m                                            |
| Reichweite            | 1661 km                                           |
| Triebwerke            | 2 × Lycoming T53-L-701A Turboprops mit je 1082 kW |